# Шиндина, Ольга Викторовна
О́льга Ви́кторовна Ши́ндина (р. Саратов) — российский литературовед, историк литературы.

## Биография
Ольга Шиндина родилась в Саратове.
В 1987 году окончила русское отделение филологического факультета Саратовского государственного университета имени Н. Г. Чернышевского (СГУ). В 1989—1990 годах работала ассистентом кафедры общего и славяно-русского языкознания филологического факультета СГУ. В 2005—2011 годах преподавала в должности доцента кафедры истории культуры и искусства и кафедры экономической и политической истории России гуманитарного факультета в Саратовском государственном социально-экономическом университете (СГСЭУ). В 2006—2007 годах — старший научный сотрудник дома-музея П. Кузнецова (филиала Саратовского художественного музея имени А. Н. Радищева). Работала в одной из частных галерей Саратова.
В 2010 году защитила диссертацию на соискание учёной степени кандидата филологических наук на тему «Творчество К. К. Вагинова как метатекст».
С ноября 2011 года — доцент кафедры философии культуры и культурологии философского факультета Саратовского государственного университета имени Н. Г. Чернышевского.
В 2014 году была одним из ведущих XXXVI Международных научных чтений «Н.Г. Чернышевский и его эпоха». 
Область научных интересов: теория литературы и истории искусства, взаимовлияние научного и художественного дискурсов в интеллектуальной и художественной жизни России 1910—1930-х годов, проблемы метатекстуальности, литература и искусство Серебряного века и русского авангарда 1920-х годов, культура НЭПа и др.

Увлекается классической музыкой и джазом, кинематографом, изучением музейных собраний, коллекционированием живописи и графики.

## Участие в творческих и общественных организациях
- Член регионального общества Всероссийского общества интеллектуальной истории России[1]
- Член Мандельштамовского общества[1]